# موسسه ریکاردو برناند
مؤسسه ریکاردو برناند (به پرتغالی Instituto Ricardo Brennand ,IRB) یک مؤسسه فرهنگی است که در شهر رسیفی، برزیل واقع شده است. این مؤسسه یک مجموعه خصوصی غیرانتفاعی است که در سال ۲۰۰۲ توسط کلکسیونر و تاجر برزیلی ریکاردو برناند افتتاح شده است. این مجموعه شامل یک موزه، یک گالری هنری، یک کتابخانه و یک پارک بزرگ می‌باشد.
این مؤسسه مجموعه‌ای دائمی از اشیاء تاریخی و هنری با منشأ متنوع، از اوایل قرون وسطی تا قرن بیستم را شامل می‌شود، با تأکید بر اینکه اشیاء، اسناد و آثار هنری مربوط به برزیل در دوران استعمار هلند است، از جمله بزرگ‌ترین مجموعه نقاشی‌های جهان توسط فرانس پست دارد.

## ساختمان و پارک

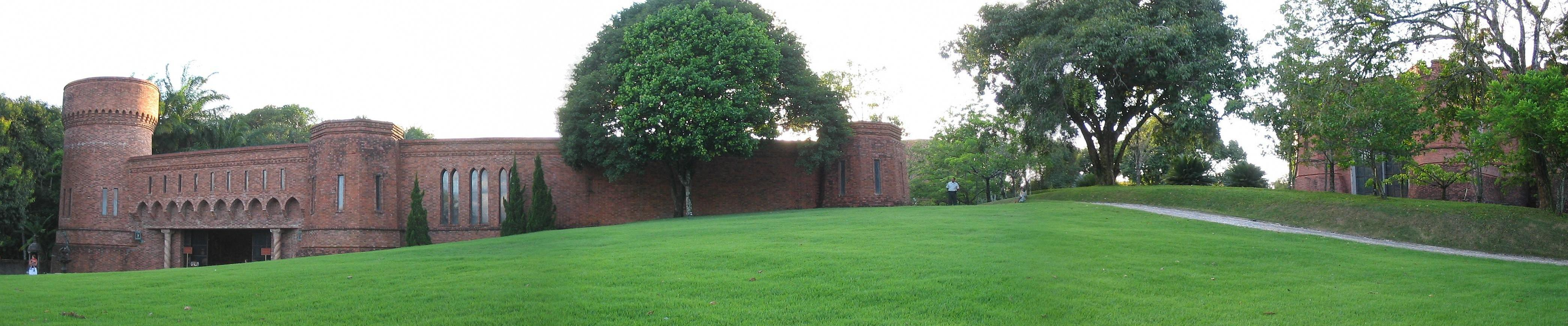
پانورامای مؤسسه

دفتر مرکزی این مؤسسه در مجموعه‌ای از سازه‌های قلعه‌مانند به نام «قلعه سنت جان»، که به سبک تودور طراحی شده است، با مساحت کل ناخالص ۷۷۰۰۰ متر مربع مستقر است. این مجموعه یک سازه معاصر است که با برخی از عناصر اصلی، مانند یک پل متحرک، نقش برجسته‌های نشان‌ها و یک محراب گوتیک که از اروپا آورده شده، ترکیب شده است. این مجموعه متشکل از موزه اسلحه خانه، گالری هنری، کتابخانه، سالن نمایش و فضاهایی برای خدمات عمومی و اتاق‌های اداری است.

## مجموعه‌ها
دارایی‌های مؤسسه ریکاردو برنان شامل مجموعه‌هایی از نقاشی، مجسمه‌سازی، اسلحه خانه، ملیله، هنرهای تزئینی و مبلمان، با اشیایی از اوایل قرون وسطی تا قرن ۲۰، از اروپا، آسیا، آمریکا و آفریقا است.

### اسلحه‌خانه

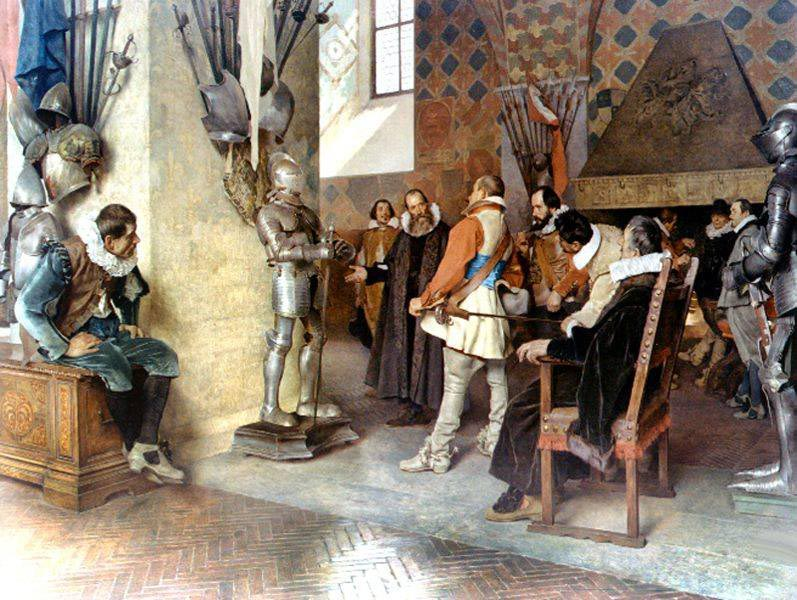
تیتو لسی - تجارت اسلحه، قرن ۱۹. مجموعه موسسه ریکاردو برنان

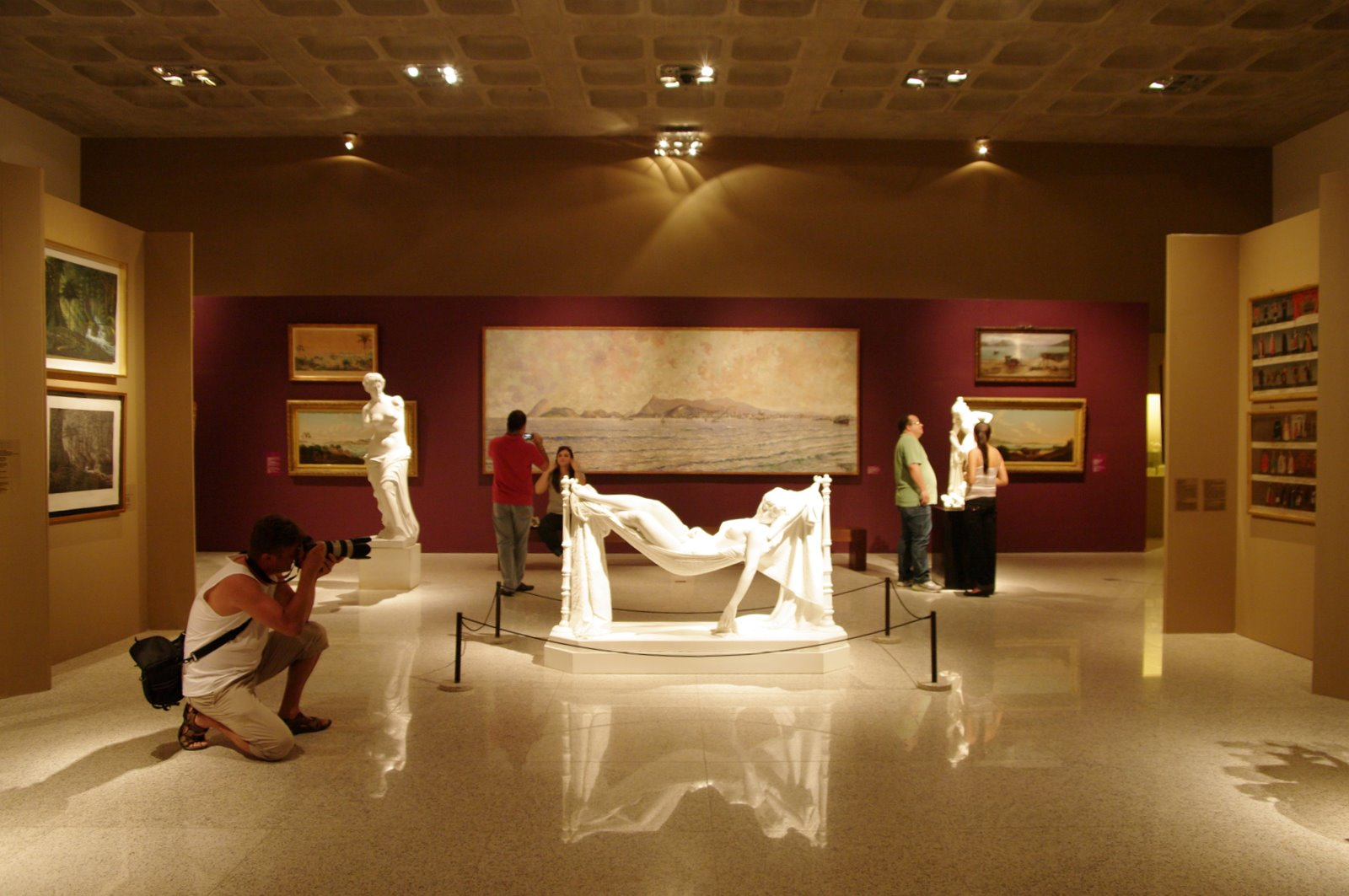
موسسه ریکاردو برنان

مجموعه تسلیحات، در نوع خود یکی از بزرگ‌ترین مجموعه‌ها در جهان است. این مجموعه شامل نزدیک به ۳۰۰ شی است که اکثریت آنها در انگلستان، فرانسه، ایتالیا، آلمان، اسپانیا، سوئد، ترکیه، هند و ژاپن تولید می‌شوند. این مجموعه شامل سلاح‌های مورد استفاده برای شکار، جنگ (تهاجمی و دفاعی)، نمایشگاه و تزئین است. از جمله سپر، کلاه ایمنی، دستکش و پست‌های زنجیری) تولید شده بین قرن ۱۴ و ۱۷ و همچنین زره برای سگ و اسب است.

### برزیل هلندی

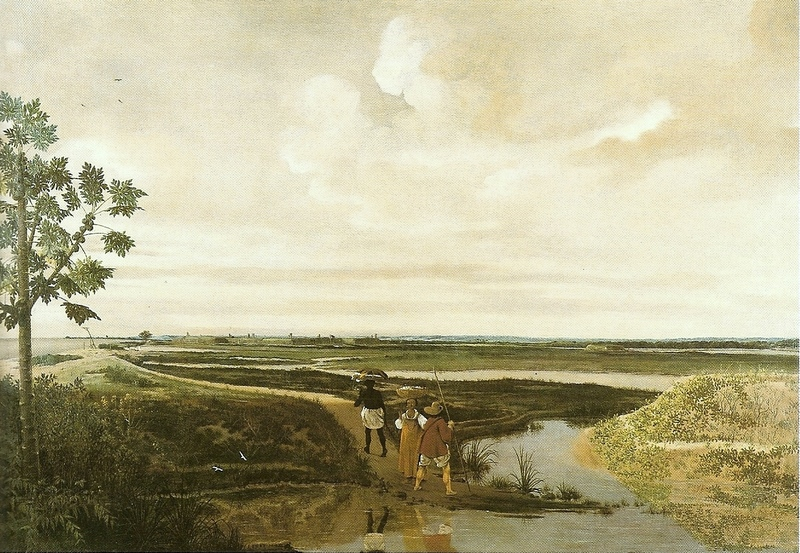
فرانس پست – فورت فردریک هندریک، ۱۶۴۰.

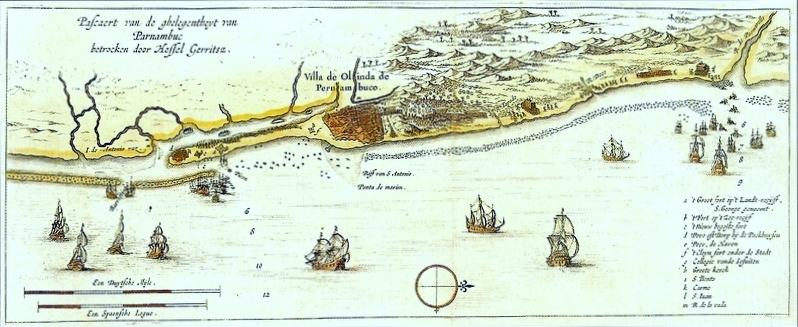
هسل گریتز - نقشه پرنامبوکو، ۱۶۳۱

## نگارخانه

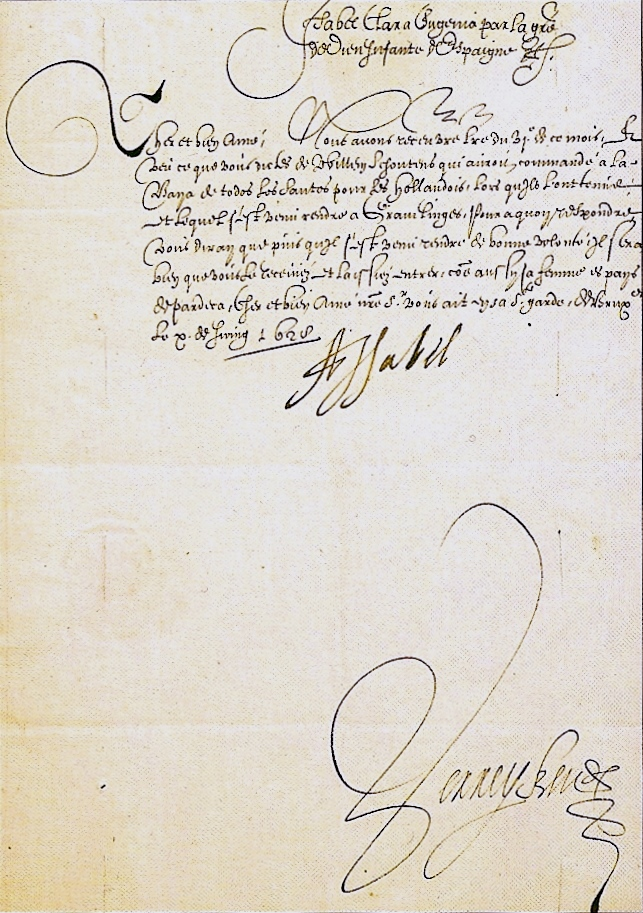
کلارا ایزابلا یوجنیا - نامه خطی، بروکسل ، ۲۰ ژوئن ۱۶۲۸
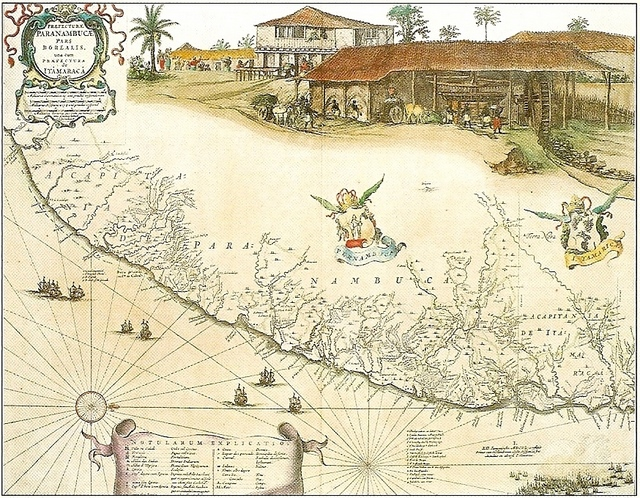
گئورگ مارکگریو - نقشه پرنامبوکو شامل ایتاماراکا، ۱۶۴۳
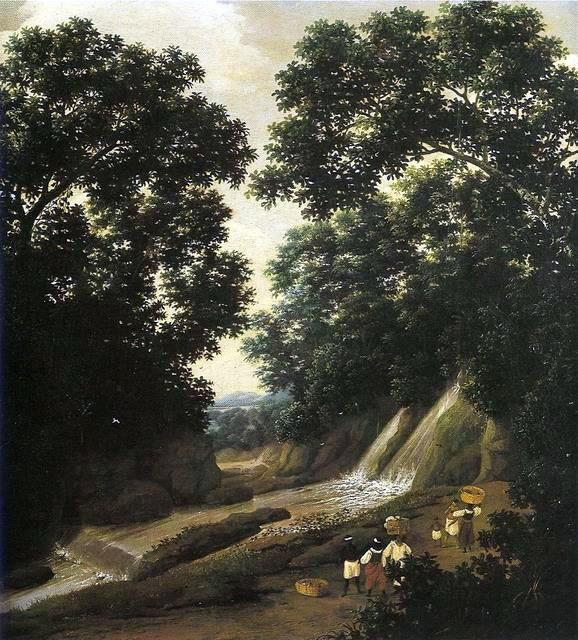
فرانس پست – آبشار در جنگل ، ۱۶۵۷
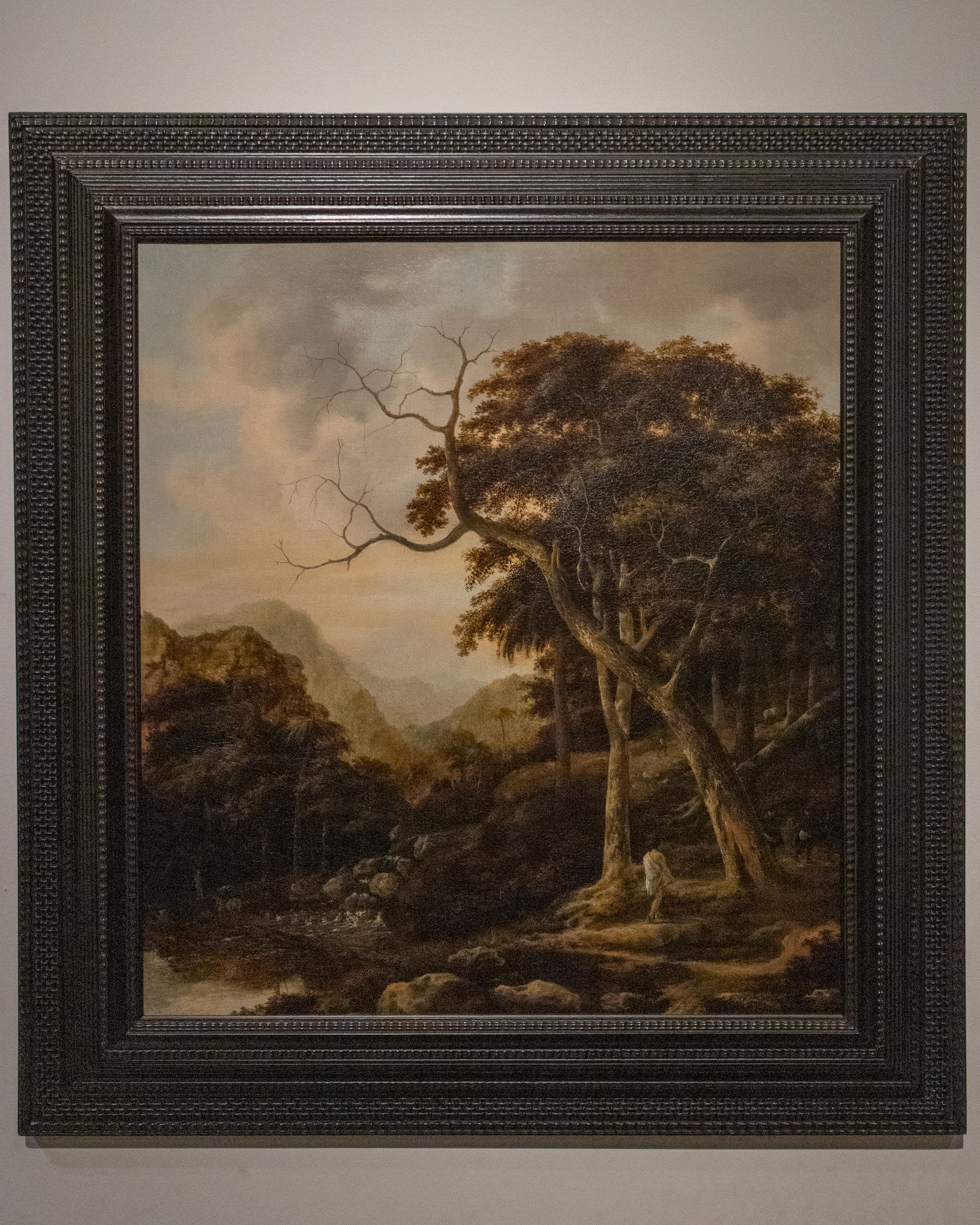
گیلیس ون شندل – منظره برزیل ، ج. ۱۶۶۵
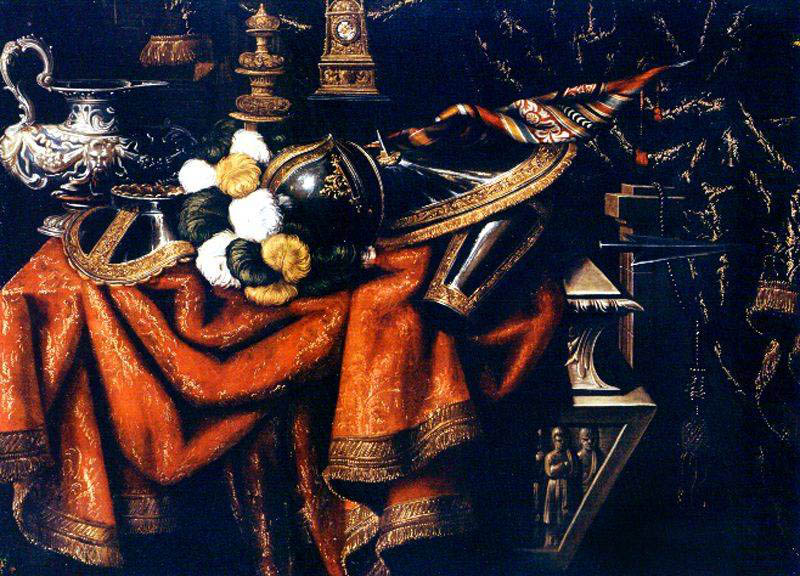
فرانچسکو نولتی – مجموعه زره ، قرن هفدهم
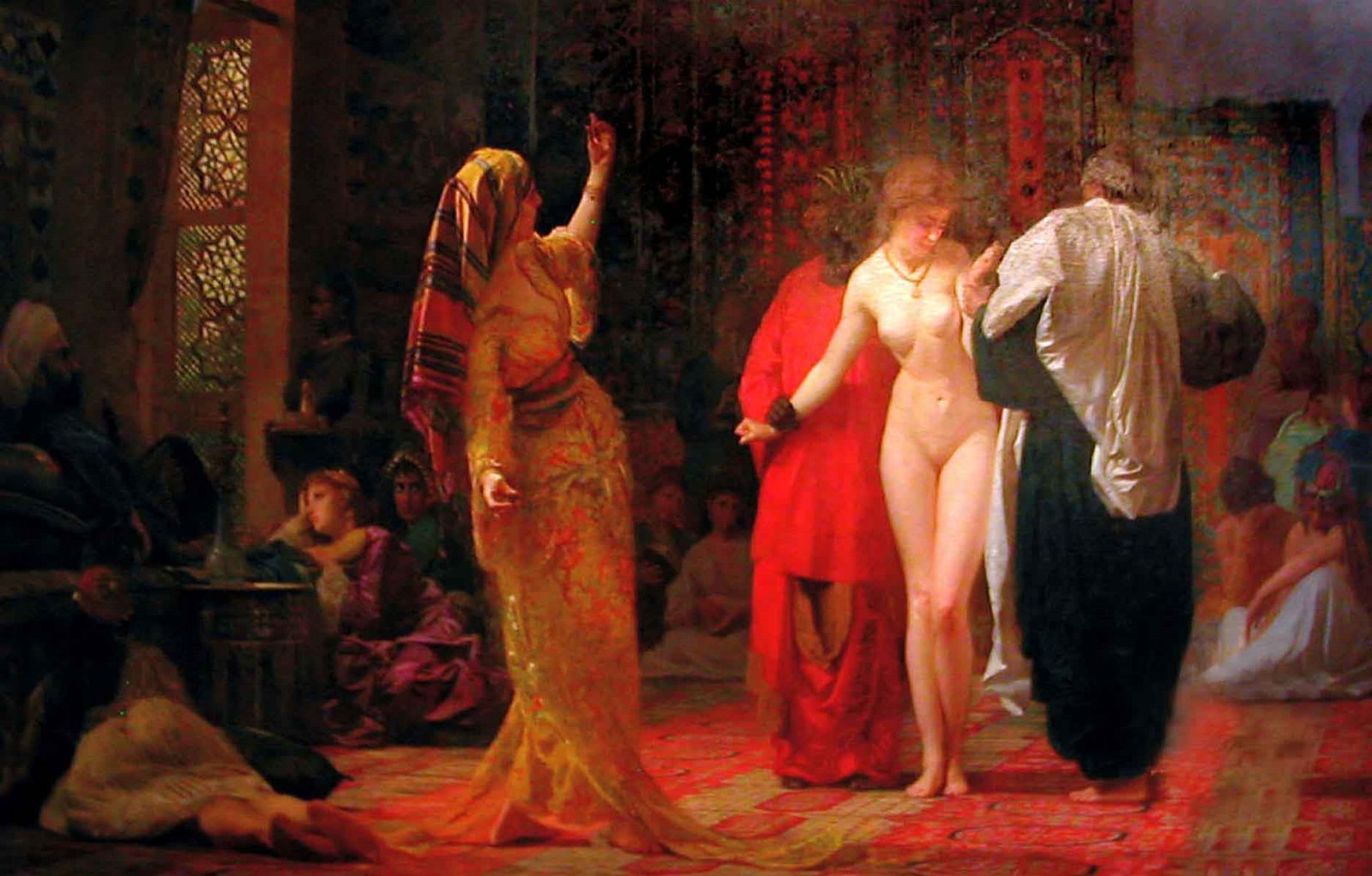
دومنیکو روسو - بازار بردگان سفید ، ۱۸۸۴
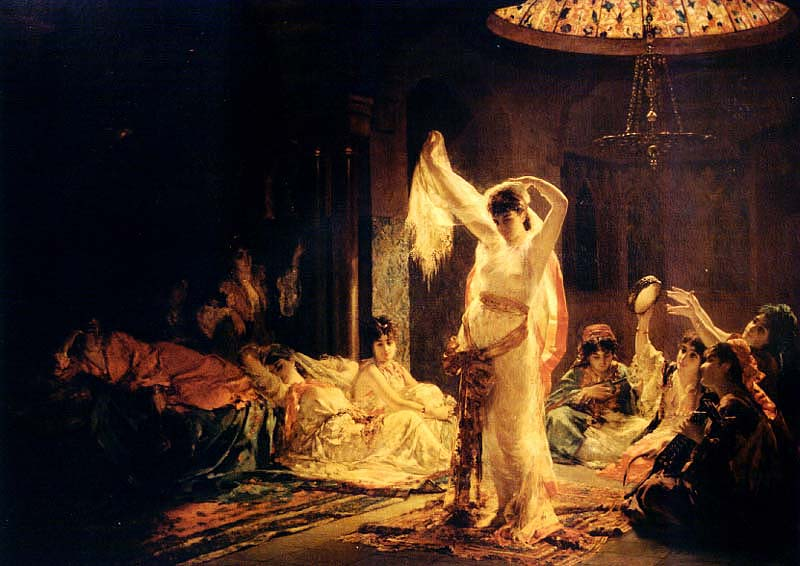
ادوارد ریشتر – سرگرمی سلطان ، قرن نوزدهم
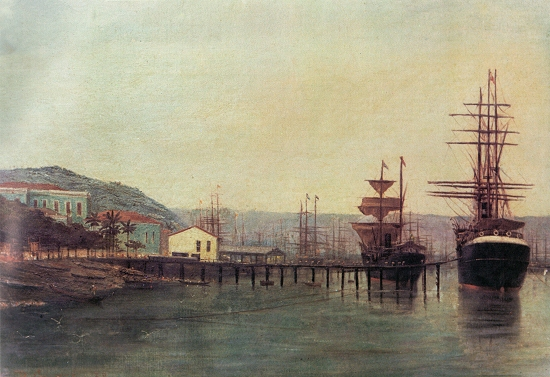
بندیتو کالیکستو - بندر سانتوس ، ۱۸۸۹